# 드림 하우스 (영화)
《드림 하우스》(영어: Dream House)는 2011년 공개된 미국의 심리 스릴러 영화이다.

## 줄거리
뉴욕 출판사 편집자 윌 에이턴턴은 집필에 전념하기 위해 일을 그만 두고 페어필드 카운티 숲 인근에 이상적인 집(dream house)을 얻어 아내 리비, 두 딸 트리시, 디디와 이사한다.  
그러나 윌은 이 집이 5년 전 피터 워드라는 자가 아내와 아이 둘을 죽인 장소라는 걸 뒤늦게 알게 된다. 피터 워드가 정신 병원에 들어갔다가 증거 부족으로 최근 나왔다는 걸 알게 된 윌은 피터 워드가 입원했던 정신 병원에 찾아갔다가 자신이 바로 그 피터 워드라는 사실을 알게 된다. 사건 당시 머리에 총을 맞으면서 살인에 대한 기억이 지워졌고 가족을 잃은 고통을 극복하기 위해 가족들이 아직 살아있다는 망상을 가공하면서 입원 팔찌의 "W1-1L 8-10-10"를 새 이름으로 삼아 새로운 정체성을 만들었던 것이다.  
하지만 여기엔 이웃 앤이 연관된 또 다른 진실이 숨겨져 있었는데...   

## 출연
- 대니얼 크레이그 - 윌 에이턴턴 / 피터 워드 역
- 나오미 와츠 - 앤 패터슨 역
- 레이철 바이스 - 리비 에이턴턴 / 엘리자베스 워드 역
- 클레어 기어 - 디디 에이턴턴 / 캐서린 워드 역
- 테일러 기어 - 트리시 에이턴턴 / 비어트리스 워드 역
- 마턴 초카시 - 잭 패터슨 역
- 레이철 G. 폭스 - 클로이 패터슨 역
- 엘리어스 커테이어스 - 보이스 역
- 제인 알렉산더 - 프랜 그릴리 의사 역
- 마틴 로치 - 토미 역
- 조너선 포츠
- 린 그리핀
- 그레고리 스미스
- 세라 개던
- 진 윤

## 기타 제작진
- 미술: 캐럴 스피어
- 세트: 피터 P. 니콜라카코스
- 의상: 델핀 화이트
- 분장: 도널드 모엇
- 제작 관리: 댄 저네티, 린 루시벨로